# 旅客機コレクション
旅客機コレクションは、株式会社トミーテックが発売する、1/400モデルの航空機模型である。特に三菱航空機のMRJを中心とした製品化をしている。

## 製品一覧

### 三菱リージョナルジェットMRJ90
2014年2月発売。

### 三菱リージョナルジェットMRJ90 飛行試験機1号
2014年11月発売。

### 三菱航空機リージョナルジェットMRJ90 飛行試験機2号
2015年6月発売。

### ジェイ・エア MRJ90
2015年8月発売。

### 三菱航空機MRJ90 飛行試験機3号
2015年9月発売。